# (32439) 2000 RO99
2000 RO99 (asteroide 32439) é um asteroide da cintura principal. Possui uma excentricidade de 0.11436870 e uma inclinação de 12.89501º.
Este asteroide foi descoberto no dia 5 de setembro de 2000 por LONEOS em Anderson Mesa.